# St. Michael (Meckenheim-Merl)

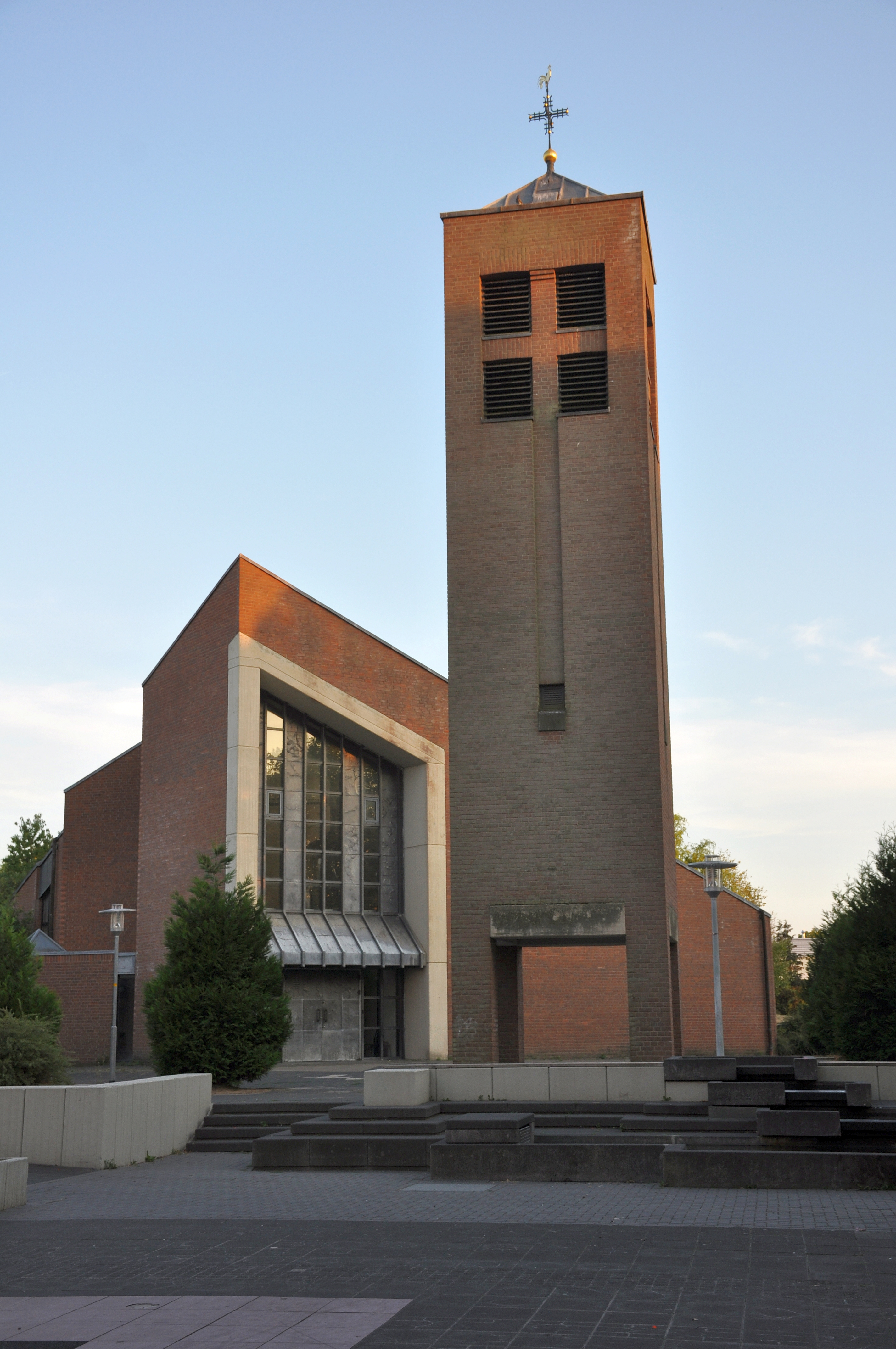
St. Michael, Meckenheim-Merl: Blick von der Heroldspassage (2018)

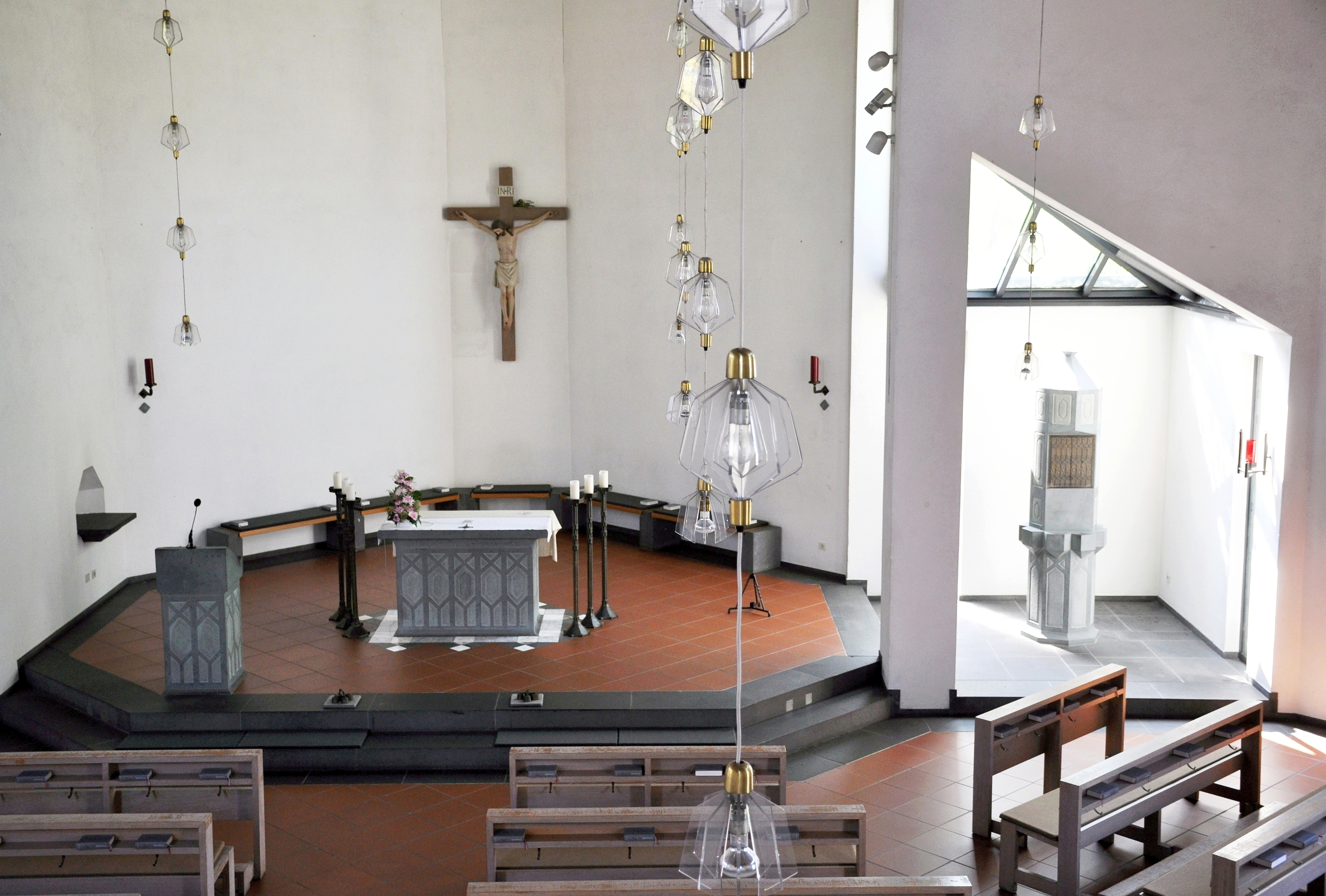
Inneres mit Altarraum

Die römisch-katholische Pfarrkirche St. Michael in Meckenheim-Merl wurde in den 1980er-Jahren errichtet. Sie liegt in einem Neubaugebiet am Zypressenweg. Die gleichnamige Pfarrgemeinde bildet mit St. Jakobus Ersdorf, St. Johannes der Täufer, Meckenheim, St. Petrus Lüftelberg St. Martin Rheinbach-Wormersdorf die Pfarreiengemeinschaft Meckenheim im Kreisdekanat Rhein-Sieg-Kreis (Erzbistum Köln).

## Geschichte
Bis zum Jahr 1970 wurde die Dorfgemeinde in Merl vom Meckenheimer Pfarrer betreut. Die heiligen Messen wurden in der um 1900 errichteten Kapelle St. Michael (im Volksmund: „Merler Dom“) gefeiert, deren Baupläne von dem in Lüftelberg geborenen Architekten Anton Becker (1853–1899) stammen. Ende 1970 erhielt die wachsende Ortschaft einen eigenen katholischen Seelsorger. Zunächst blieb die Merler Gemeinde aber Teil der Meckenheimer Pfarrei.
1971 entstand unter den Merler Gemeindemitgliedern der Wunsch nach Gründung einer eigenen Pfarrgemeinde. Im August 1971 wurde von der zuständigen Meckenheimer Pfarrei St. Johannes der Täufer beim Erzbistum Köln ein Bauantrag zur Errichtung einer Kirche und eines Pfarrzentrums eingereicht. Im Folgejahr wurde ein Kirchenbauverein gegründet. Im Juni 1974 errichtete der Kölner Erzbischof eine selbständige Pfarrei in Merl. 1977 konnte das neu erbaute Pfarrzentrum St. Michael eingeweiht werden. Es verfügte über einen großen Saal, in dem sonntags die heilige Messe gefeiert wurde; an Werktagen fanden die Gottesdienste weiterhin in der Kapelle St. Michael statt.
Der Bau der Kirche verzögerte sich jedoch aus finanziellen Gründen. Erst im November 1984 wurde der Grundstein gelegt. Im Dezember weihte Weihbischof Josef Plöger die fertiggestellte Kirche – zunächst noch ohne Kirchturm. Eine Spendenaktion im Jahr 1985 ermöglichte dann den Turmbau bis 1986. Die Kirche erhielt, wie bereits die Merler Kapelle, das Patrozinium des Erzengels Michael.

## Ausstattung
Die Pläne der Gesamtanlage stammten von dem Zülpicher Architekten Karl-Josef Ernst (1934–2021). Das Geläut der Kirche besteht aus vier Glocken, die am 7. Dezember 1986 geweiht wurden. Die Margareten- und die Wilhelm-Glocke sind nach dem Ehepaar Margarete und Wilhelm Bürvenich benannt, da beide sehr aktiv in der Kirchengemeinde waren und neben dem Kirchturmbau auch die Finanzierung der Klaisorgel in der Michaelskapelle unterstützt hatten. Außerdem gibt es eine Michael- sowie eine Marien-Glocke.
Die 1996 eingebaute Orgel stammt von der Firma Johannes Klais Orgelbau (Opus-Nr.: 1750). Sie verfügt über 27 Register auf drei Manualen und Pedal. Konstrukteur des Instrumentes war Hans Gerd Klais.

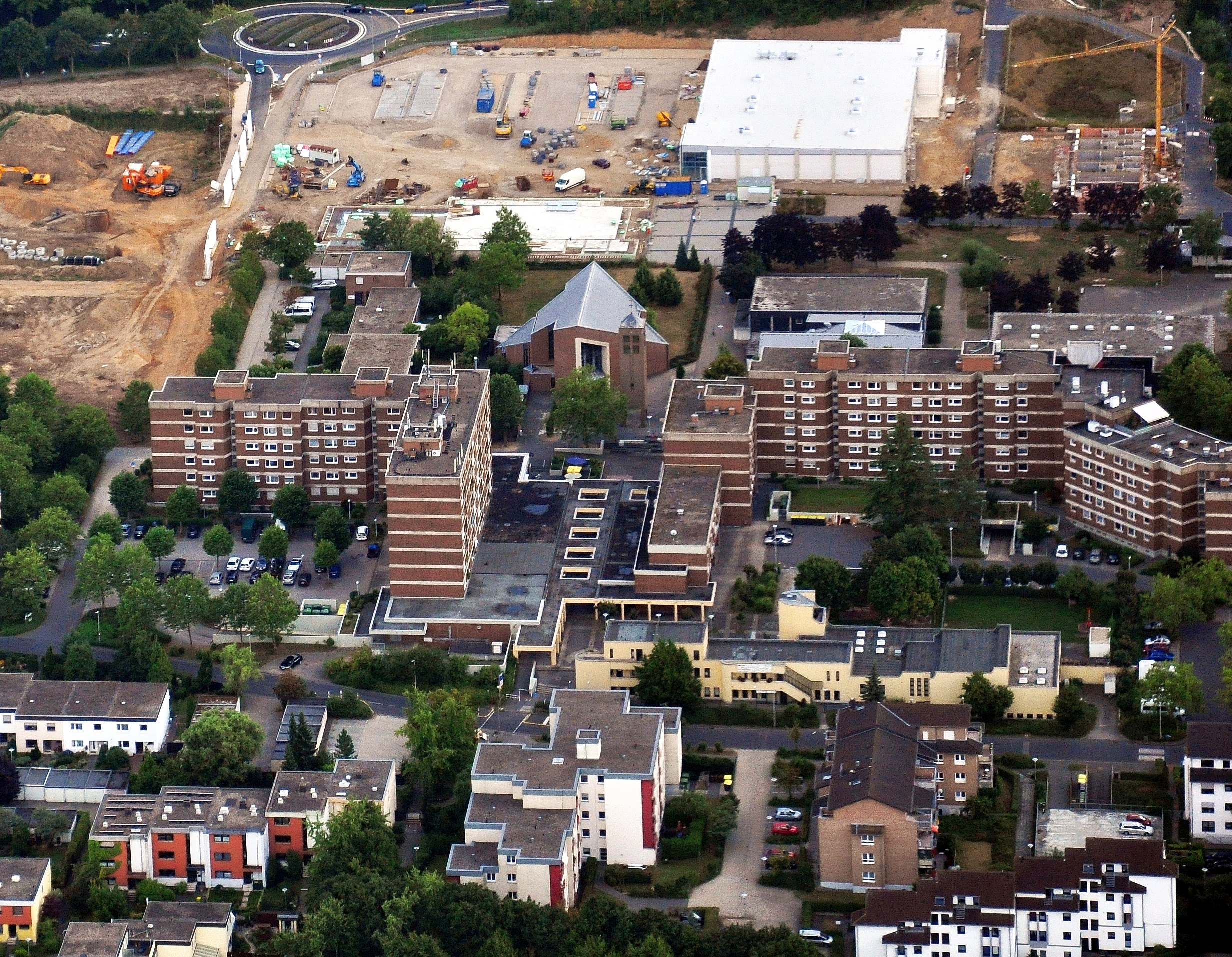
Kirche mit der gefalteten Dachfläche, davor Heroldspassage Gebäude am Zypressenweg, links von der Kirche das niedrigere Pfarrzentrum (2013)
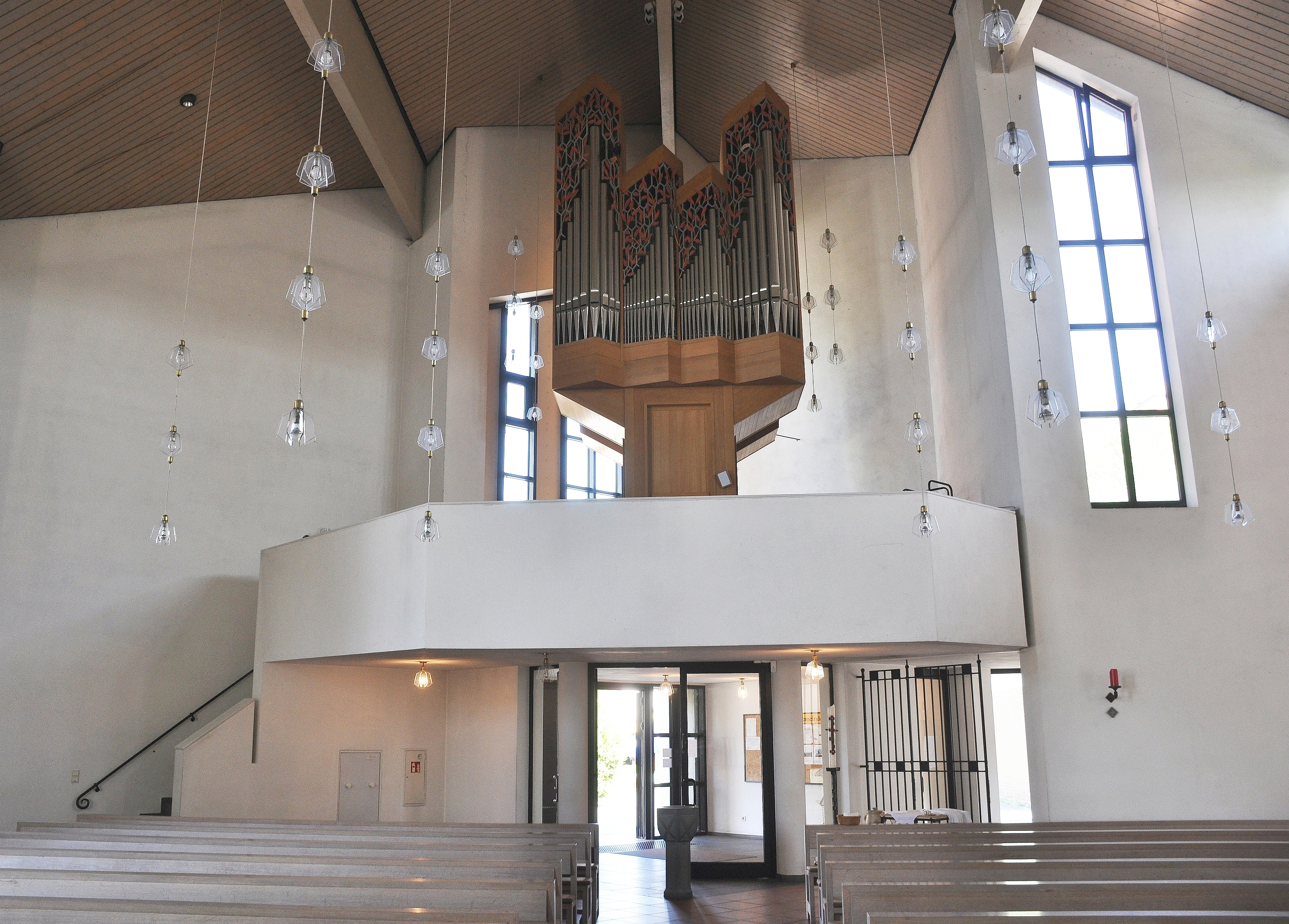
Blick zur Orgelempore
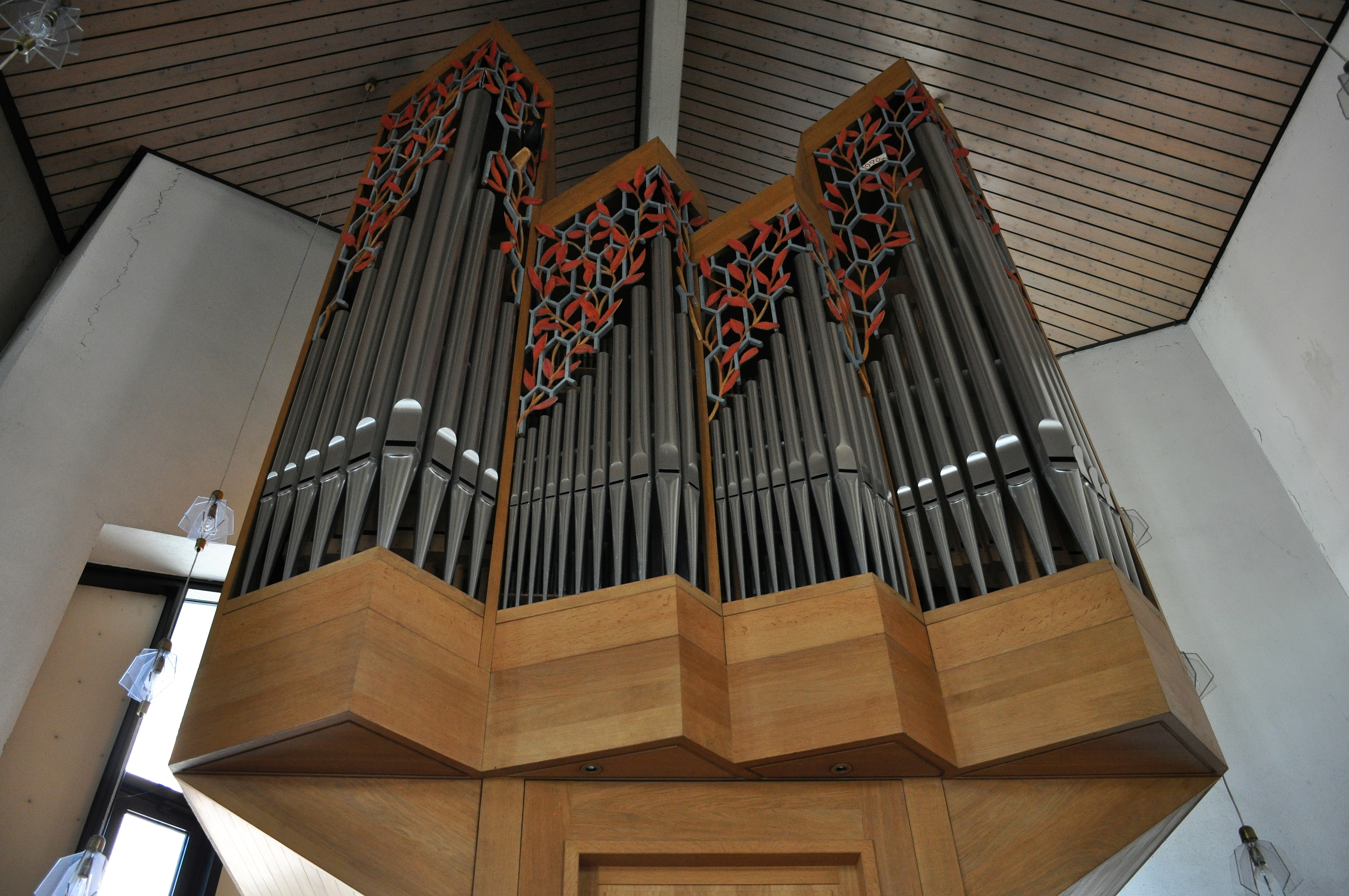
Die Klais-Orgel